# Steatornis caripensis

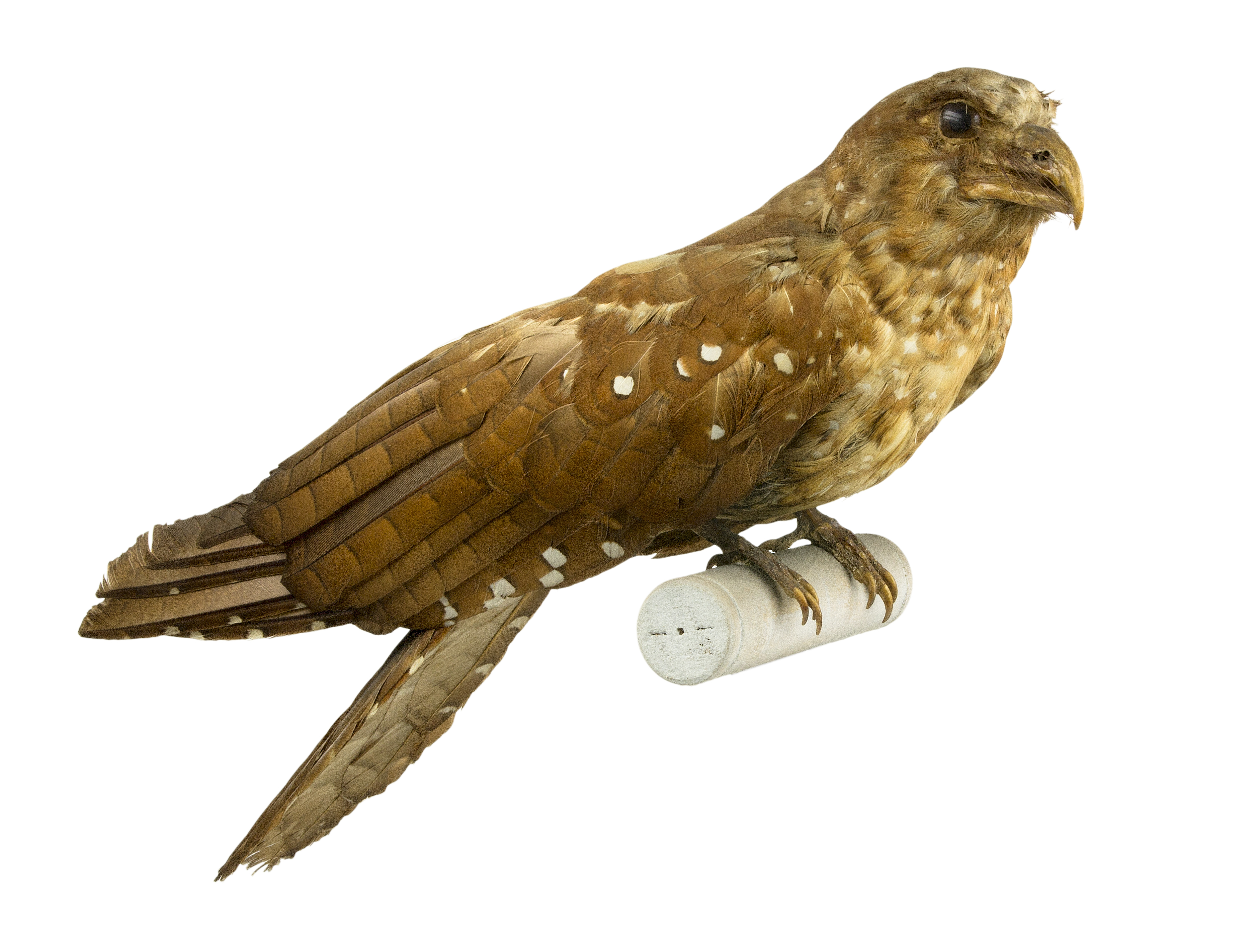
Steatornis caripensis - MHNT

El guácharo (Steatornis caripensis), también conocida como huira pishco, tayo,  ave de las cavernas o pájaro aceitoso (como en latín, steatornis, o en alemán, Fettschwalm y en inglés, oilbird), es una especie de ave steatornitiforme de la familia Steatornithidae propia de Sudamérica.
Es la única especie del género Steatornis  y de la familia Steatornithidae, y la única ave frugívora nocturna del orden, y una de las pocas aves, y la única nocturna, que navegan por ecolocación en condiciones de baja luz. Esta ave, provista del mecanismo de ecolocación y un potente olfato, se alimenta en la noche de una gran variedad de frutas, siendo casi única frente a otras aves.

#### Nidos
El nido es construido con el guano y material regurgitado. El material regurgitado, cuando se resiente, parece una pasta de colores verde oscuro o marrón rojizo oscuro, en lo cual se encuentran trozos del mesocarpio y pericarpio de los frutos. Esta pasta tiene una textura húmeda y aceitosa, con un fuerte olor, de los mismos frutos de los que se alimenta. Con el pico y las patas, pisotea la materia y el guácharo moldea su nido.
El tiempo de uso no esta definido, estos nidos pueden llegar a durar por décadas (viendo las capas que llegan a regurgitar después de que el nido haya sido dañado)

## Visita
El Guácharo ya era de conocimiento local de los indígenas Chaimas, por ser lugar místico e importante de su creencia, contrario a la creencia popular, que Alexander von Humboldt descubrió dicho lugar, El Guácharo fue descrito por Alexander von Humboldt durante su viaje a Sudamérica en 1799. Lo observó en la Cueva del Guácharo, en Caripe (Venezuela). El nombre científico de la especie, Steatornis caripensis, significa "ave aceitosa de Caripe"). La Cueva del Guácharo es el lugar más significativo del Parque nacional El Guácharo.

## Historia natural
Vive en colonias en el interior de profundas cavernas. Durante el vuelo nocturno fuera de las cavernas, arranca sus principales alimentos (nueces de palma) con su poderoso pico ganchudo. Mientras vuelan en cavernas oscuras, los guácharos emplean un sistema de orientación por ecolocalización, similar al sonar, produciendo “cliqueos” audibles de frecuencia de 2000 ciclos por segundo. Se puede oír fácilmente cuando está en vuelo. A las 10 semanas de nacidas, las crías alcanzan hasta un 50% más de peso que sus padres. El cuerpo de las crías está lleno de grasa y se sabe que éstos comen un cuarto de su peso cada noche.

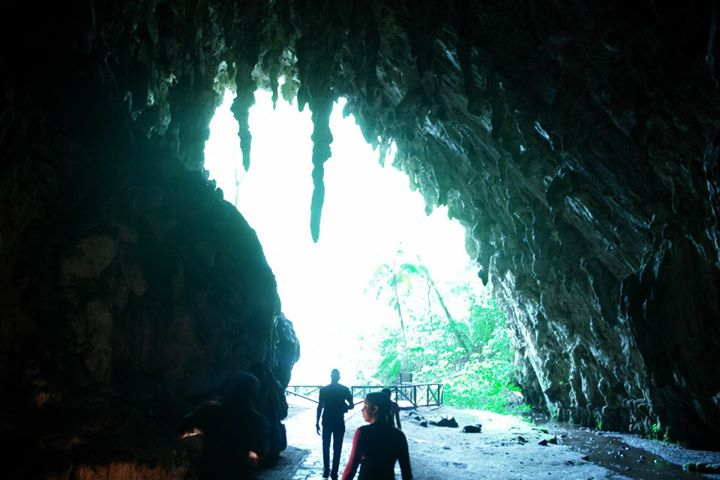
Entrada al parque nacional El Guácharo, Venezuela

## Distribución
Los guácharos se encuentran en el Parque nacional El Guácharo, ubicado en Venezuela. Hasta ahora la cueva donde se ubican estas aves no ha sido explorada en su totalidad, debido a los ríos que se pueden observar en su interior. No se sabe con certeza si la cueva posee otra entrada o hasta dónde se extiende.
También es una especie representativa del Huila, Colombia, en el Parque nacional natural Cueva de los Guácharos.
En el corregimiento la Danta, municipio de Sonsón al oriente del departamento de Antioquia, se encuentra  la caverna la Gruta, localizada en una cuchilla kárstica. Allí habita una gran colonia de estas aves, tiene una extensión de 220 m, atravesados en su totalidad por un riachuelo de cristalinas aguas. También se encuentran en la reserva natural de Río Claro en Antioquia, Colombia. 
En el departamento de Santander a cuatro horas por tierra de Bucaramanga o siete de Bogotá, se encuentra en el municipio de Mogotes la que se considera la bandada más grande de esta especie de aves en territorio colombiano. "El Hoyo de los Pájaros" es como se le denomina al atractivo natural en el cual pernoctan estas criaturas nocturnas. Ubicado en la vereda del mismo nombre del municipio de Mogotes, con 120 metros de profundidad y  unos 70 metros de diámetro, en cuyo vórtice  se deja entrever una cueva la cual es atravesada por un cauce de aguas subterráneas; el lugar es llamado así porque su interior es refugio de una cantidad considerable de guácharos que a partir de las seis de la tarde vuelan alrededor del mismo, en busca de su alimento.
En Ecuador existe la Cueva de los Tayos en la provincia de Morona Santiago, Cantón Limón Indanza, en la zona montañosa irregular llamada Cordillera del Cóndor.
En Perú existe la Cueva de los Guácharos (Tayos) cerca del pueblo de Sol de Oro, en la provincia de Rioja.
También se encuentran en Bolivia, en la localidad de Colomi, Departamento de Cochabamba en la región de Tablas Monte en el cañón conocido como "Tuta Wallpa"
Además, existen registros en la zona norte de Chile.